# Maison de l'Architecture de Haute-Normandie
La Maison de l’architecture de Normandie - le Forum est une structure culturelle régionale de médiation architecturale et urbaine créée en 1992. Elle a un rôle d’animateur du réseau régional des acteurs de l’acte de construire, et plus largement des acteurs intéressés par l’architecture, l’urbanisme et le cadre de vie. Association loi de 1901, elle favorise les échanges, les rencontres et s’adresse à tous les publics.
Ses outils de médiation sont multiples : conférences, débats, expositions, voyages, cours d’histoire de l’architecture, ateliers pour enfant, visites, etc.
La maison de l’architecture de Normandie - le Forum se situe au 48 rue Victor Hugo à Rouen et offre un espace d'exposition de près de 250m².

## Le Mois de l’architecture Contemporaine (MAC)
Le Mois de l’Architecture Contemporaine en Normandie se déroule tous les ans au mois de mars. Il propose un grand nombre d’évènements qui ont pour but de faire découvrir la culture architecturale auprès d’un large public.
Initié en 2006, par la maison de l'architecture de Haute-Normandie, le Mois de l'architecture contemporaine en Normandie est porté depuis 4 ans par les maisons de l'architecture de Haute et de Basse-Normandie.
Depuis 2010, Le Mois de l'architecture contemporaine se décline en Haute et en Basse-Normandie, porté respectivement par chacune des maisons de l'architecture. Elles organisent la manifestation, dans le choix de sa programmation et de ses partenariats. Les événements programmés sont labellisés par les maisons de l'architecture et identifiables à son logo.

## Expositions réalisées
- Construire durablement en Haute-Normandie, 2008.
- Éco-quartier Flaubert, 2008.
- Au fond du jardin, il y a, 2010.
- Emergence : exposition de projets de fins d’études de l’ENSA Normandie, 2010, coréalisé avec l’ENSAN.
- Emergence 2 : exposition de projets de fins d’études de l’ENSA Normandie, 2010, coréalisé avec l’ENSAN.
- Le Havre : paysages modernes, 2010.
- Habiter aujourd’hui, concilier densité et qualité de vie, 2011.
- Envie de toit : 30 maisons d’architectes en Haute-Normandie, 2012.
- Dessine-moi un collège, 2013.
- La maison des super-héros, 2015.

## Expositions produites
- Générique de fin, Bruno Brismontier, 2010.
- A scie, deux bouts pour toit !, 2010.
- Jacques Étienne et Yves Fréchon travaux 1990 - 2010, 2011.
- A.C.A.U. projets construits 1983-2013, 2013.

## Expositions accueillies
- Et si on habitait le patrimoine 2008, Pavillon de l'Arsenal.
- 100 possibilités d’extensions d’une maison de ville, 2008, CAUE 72, 2005.
- Paul Andreu, un architecte français en Chine, Maison de l’architecture de Poitou Charentes.
- Dans la mesure des choses, Julie Ganzin, 2009, com. expo Jérome Ladiray.
- Périgraphie urbaine -09, 2010, le pré d’eau.
- Mam galerie présente Pierre Besson, 2011.
- Dentelles d’architecture, 2010, Maison de l’architecture et de la ville du Nord Pas de Calais.
- The container architecture, 2012, Jure Kotnik.
- Architecture portugaise contemporaine, 2013, Maison de l'architecture de Poitou Charentes.
- Stop aux idées reçues sur le logement social, 2011, Arc en rêve.

## DVD
- Retour sur…
- À l'Eure des collèges

## Les publications

### Carnets de voyage
- Carnet de voyage au Japon, 2010.
- Carnet de voyage au Danemark et en Suède, 2011.
- Carnet de voyage à Madrid, en Espagne, 2012.

### Catalogue d’exposition
- Habiter aujourd’hui, concilier densité et qualité de vie, Point de vues, 2011, 60 p.
- Envie de toit : 30 maisons d’architectes en Haute-Normandie, Point de vues et Maison de l'Architecture de Haute-Normandie, 120 p.  (ISBN 978-2-915548-66-2)
- A l'Eure des collèges, 2013